# Ossido di praseodimio(III)
L'ossido di praseodimio(III), generalmente chiamato anche ossido di praseodimio, formula chimica Pr2O3, è l'ossido del praseodimio. La sostanza non è pericolosa secondo la regolamentazione (CE) N. 1272/2008. 

## Usi
L'ossido di praseodimio(III) può essere usato come dielettrico in combinazione con il silicio. È usato anche come colorante per vetri e ceramiche, conferendo un colore giallo. Per la colorazione delle ceramiche è utilizzato anche l'ossido di praseodimio(III,IV), Pr6O11.